# LRTA 2000호대 전동차
LRTA 2000은 마닐라 MRT-2 선 건설의 일환으로 경전철 통행권 국 (Light Rail Transit Authority) 이 도입한 통근 형 전기 철도 운송 차량이다. 현재 총 18 개의 장치 (72 개 장치)가 작동하고 있다.

## 기술적 사양

### 제어기기
도시바사의 VVVF-IGBT를 제어기기로 사용 중이며, 1개의 제어장치가 4개의 모터를 제어하는 1C4M 방식을 채택하였다.

### 차체 및 대차
차체에는 경량 고장력 스테인레스 스틸 무도장 차체를 사용하고 있으며, 대차는 1차 현가장치에 코니컬 고무스프링, 2차 현가장치에 에어스프링을 사용한 에어스프링 볼스터리스 방식을 채택해 승차감 향상과 경량화를 이루었다.

### 실내 설비
보라색과 흰색을 사용하여 더 시원한 색 구성표가 사용되고 시트는 유리 섬유 (유리 울) 시트로 만들어졌다. 휠체어와 유모차 공간은 통로 문 왼쪽에 제공된다. LCD TV가 설치된 승객 유도 시스템과 새로운 Carrier ACU가 2019년 년에 도입되어 승객 안전과 냉각 성능을 향상시켰다.

## 배속
모든 유지 보수 및 주차는 차량 사업소 사운드 트랙 바겐 로차량사업소.

## 현황
현재 운행 중인 차량은 가독성을 높이기 위하여 굵은 글씨로 표시하였다.
| 차호    | 도입 시기 | 운행 중단 시기 | 비고                                                                                       |
| ------- | --------- | -------------- | ------------------------------------------------------------------------------------------ |
| 01 편성 | 2003년    | 운행 중        | 2019년 교체 된 에어컨 설비.                                                                |
| 02 편성 | 2003년    | 비 작동        | 수리 및 복구 용.                                                                           |
| 03 편성 | 2003년    | 운행 중        | 2019년 교체 된 에어컨 설비.                                                                |
| 04 편성 | 2003년    | 운행 중        | 2019년 교체 된 에어컨 설비.                                                                |
| 05 편성 | 2003년    | 비 작동        | 심하게 분해되었다. 복원을 위해.                                                            |
| 06 편성 | 2003년    | 비 작동        | 심하게 분해되었다. 복원을 위해.                                                            |
| 07 편성 | 2003년    | 비 작동        | 수리 및 복구 용.                                                                           |
| 08 편성 | 2003년    | 운행 중        | 2019년 교체 된 에어컨 설비.                                                                |
| 09 편성 | 2003년    | 운행 중        | 2019년 교체 된 에어컨 설비. 추진제어장치가 우진산전 IGBT로 교체되었다.                     |
| 10 편성 | 2003년    | 비 작동        | 심하게 분해되었다. 복원을 위해.                                                            |
| 11 편성 | 2003년    | 비 작동        | 수리 및 복구 용.                                                                           |
| 12 편성 | 2003년    | 비 작동        | 심하게 분해되었다. 복원을 위해.                                                            |
| 13 편성 | 2003년    | 운행 중        | 2019년 교체 된 에어컨 설비. 2019년 5월 사고로 인해 손상된 교통 사고, 그런 다음 수리되었다. |
| 14 편성 | 2003년    | 운행 중        | 추진제어장치가 우진산전 IGBT로 교체되었다.                                                 |
| 15 편성 | 2003년    | 비 작동        | 수리 및 복구 용.                                                                           |
| 16 편성 | 2003년    | 운행 중        | 2019년 교체 된 에어컨 설비.                                                                |
| 17 편성 | 2003년    | 운행 중        | 2019년 교체 된 에어컨 설비. 추진제어장치가 우진산전 IGBT로 교체되었다.                     |
| 18 편성 | 2003년    | 운행 중        | 2019년 교체 된 에어컨 설비. 2019년 5월 사고로 인해 손상된 교통 사고, 그런 다음 수리되었다. |

## 사진

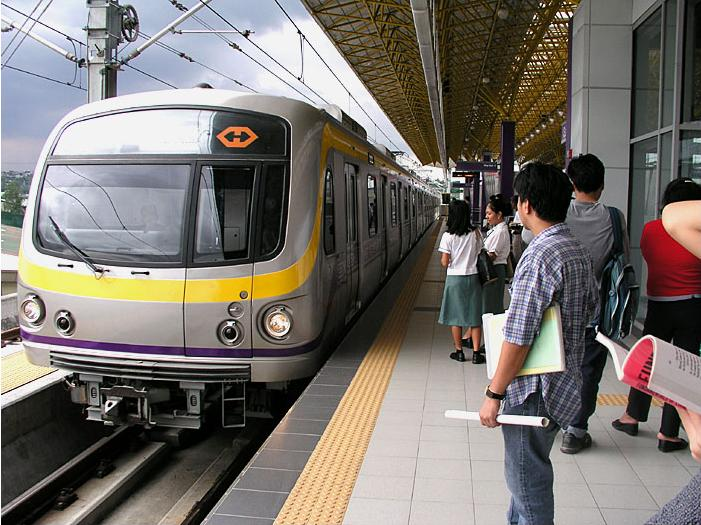
사운드 트랙 바겐 역에서 정차하는 기차
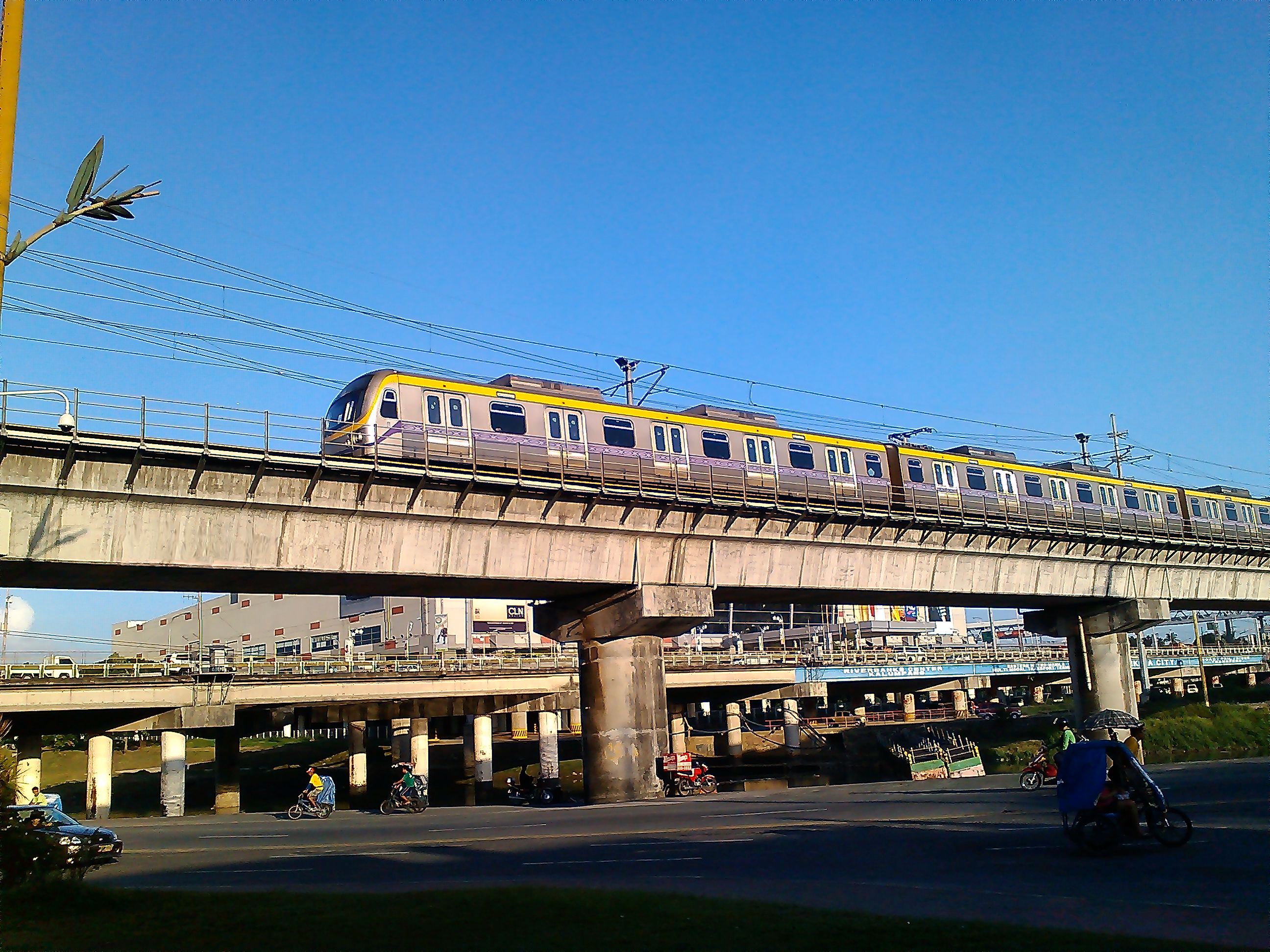
철도 육교에서
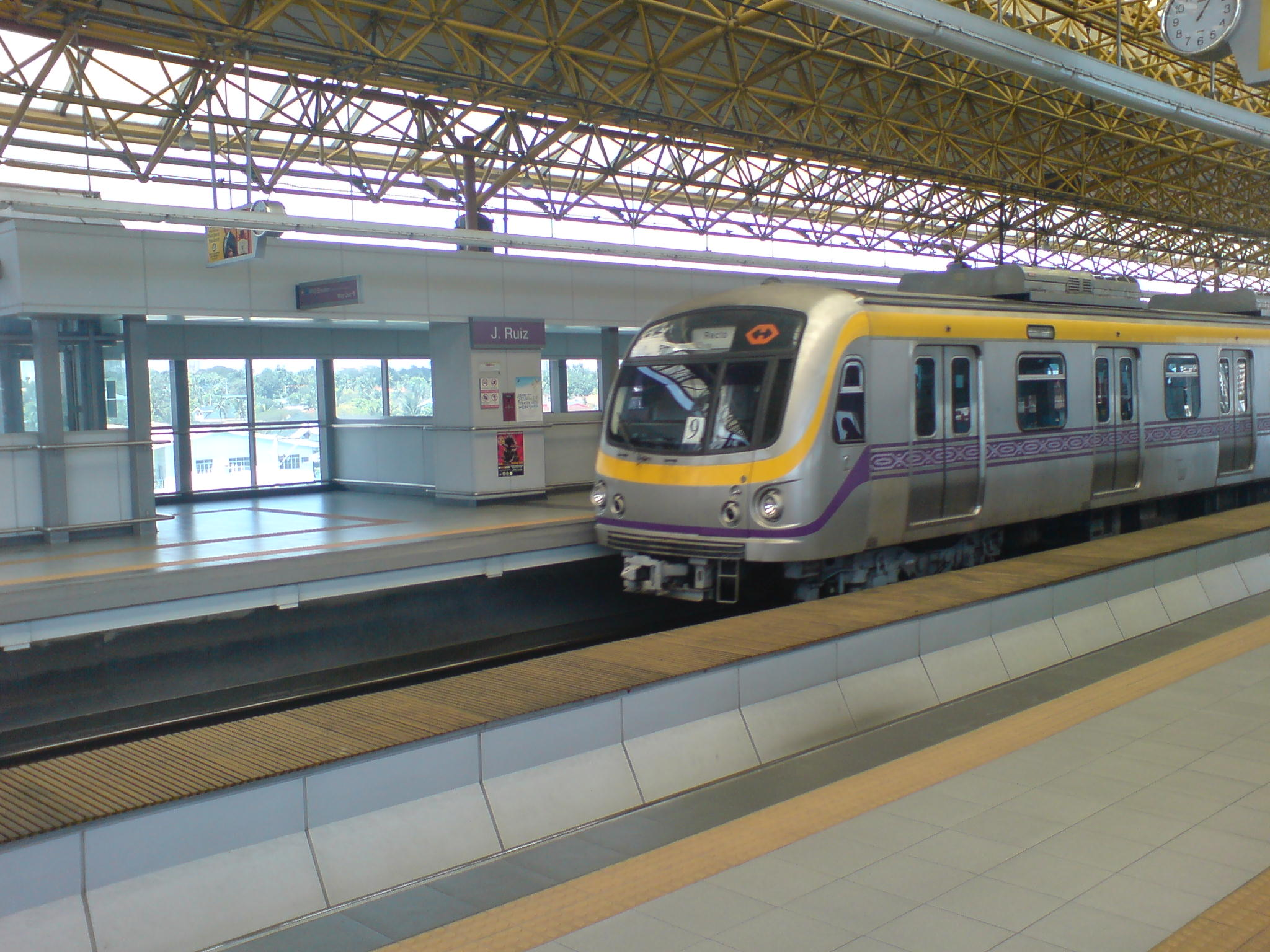
J. 루이스 역 의 기차
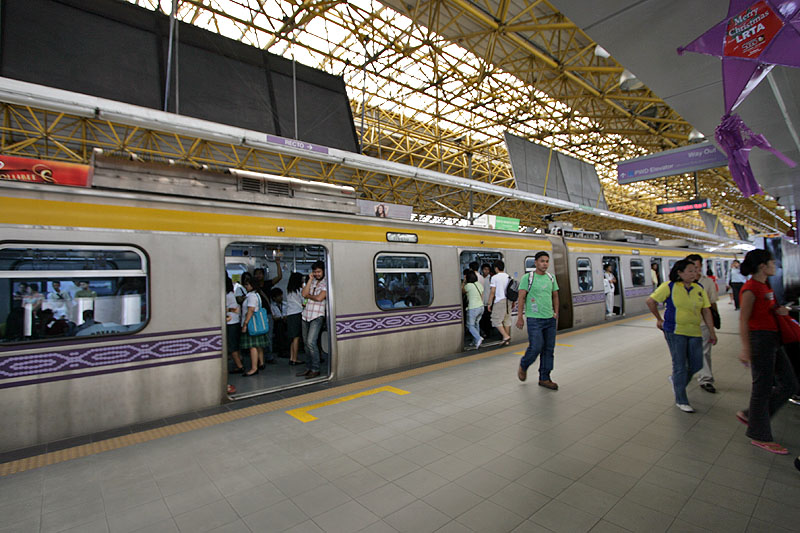
쿠바오 역 의 기차
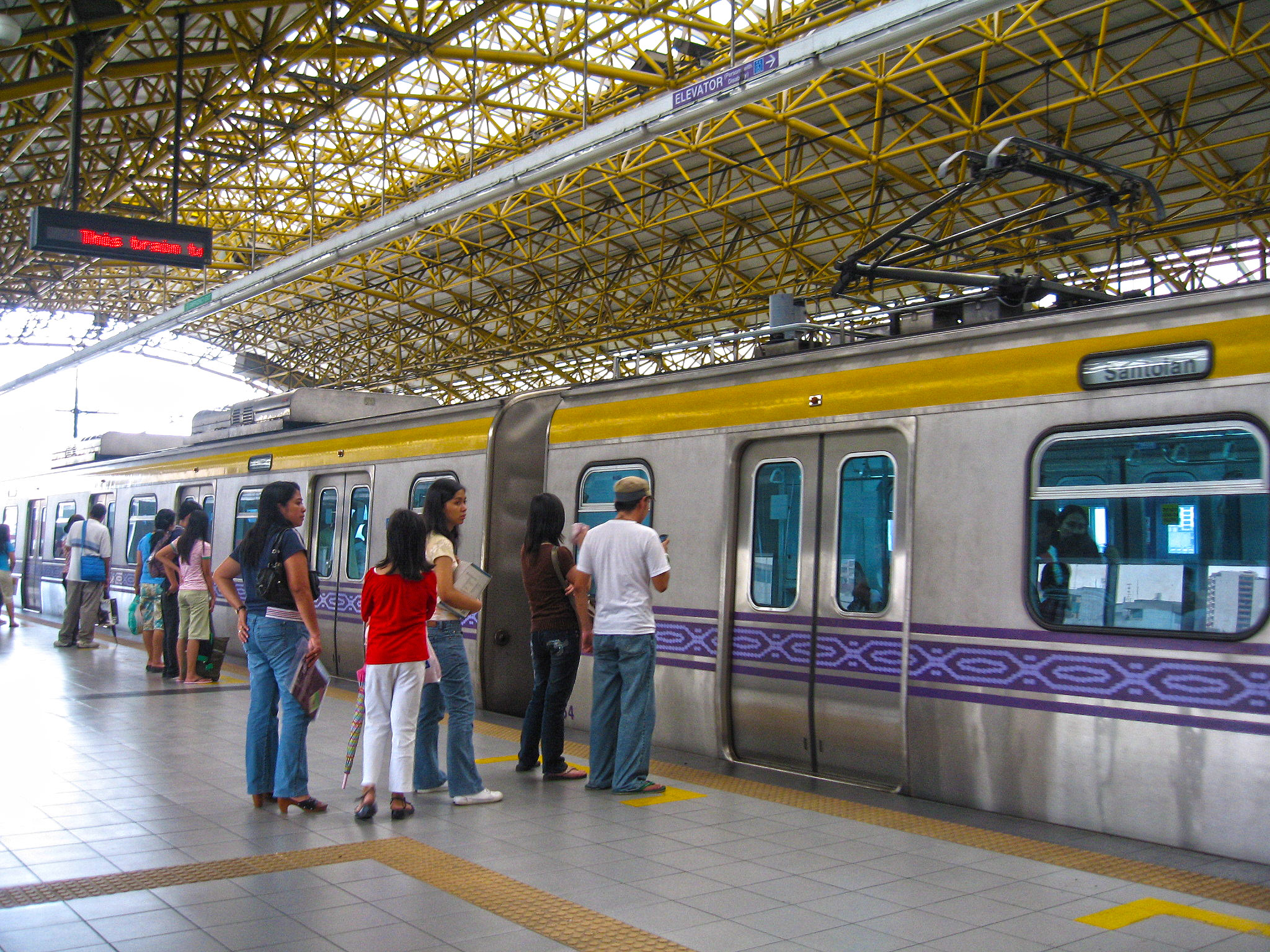
렉트 역 의 기차
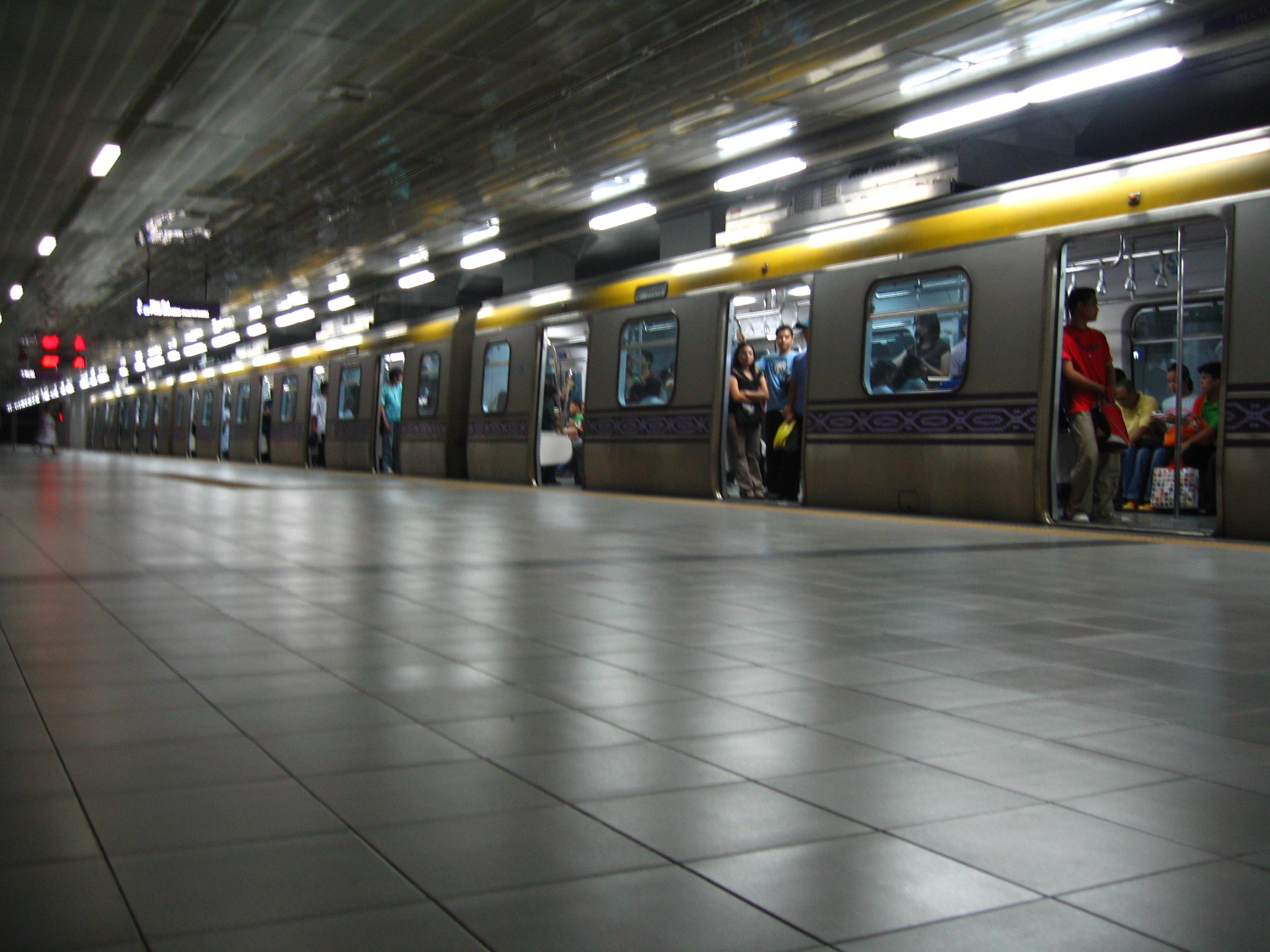
카티푸난 역 의 기차
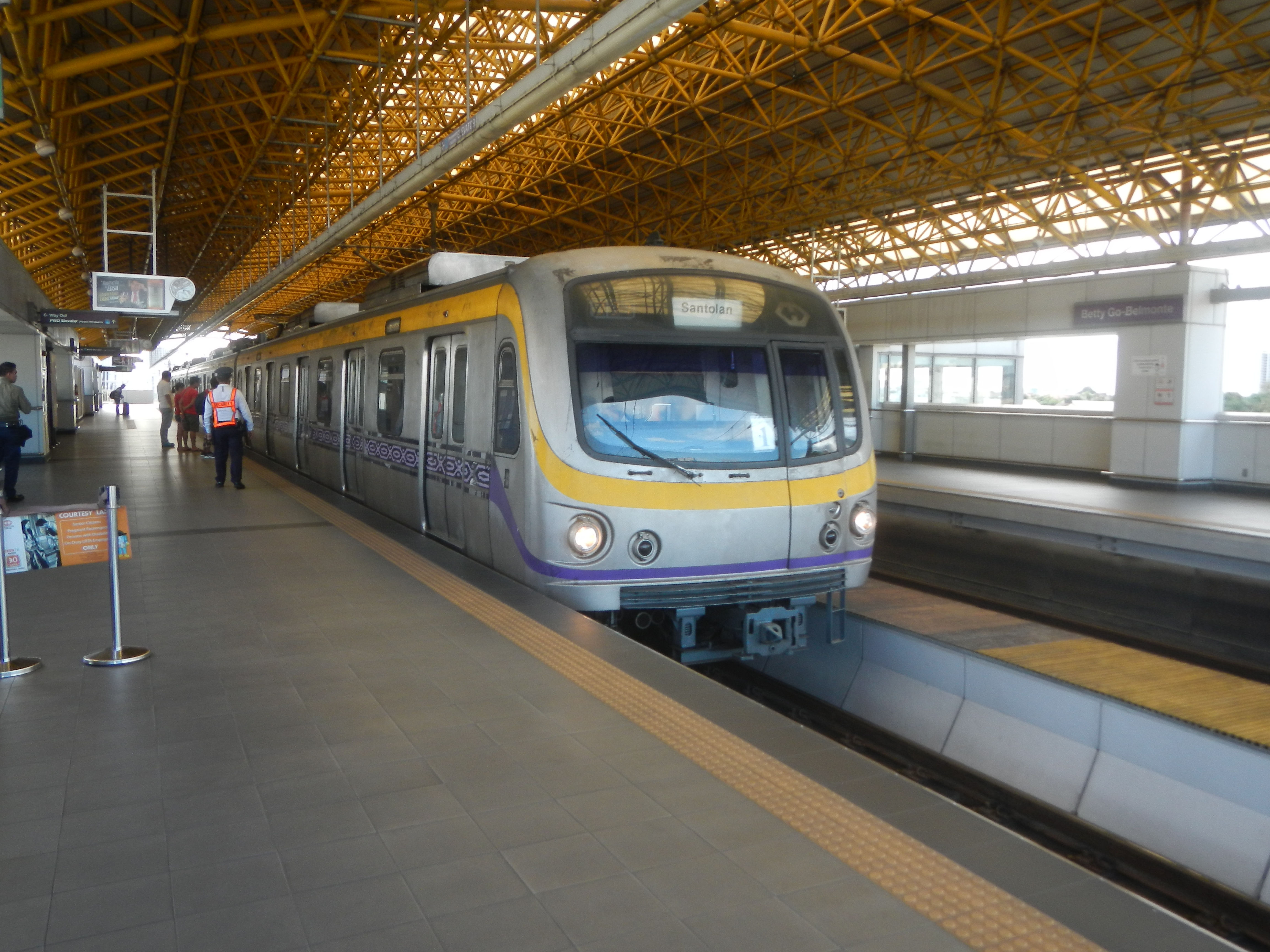
베티 고 - 벨몬트 역 의 기차
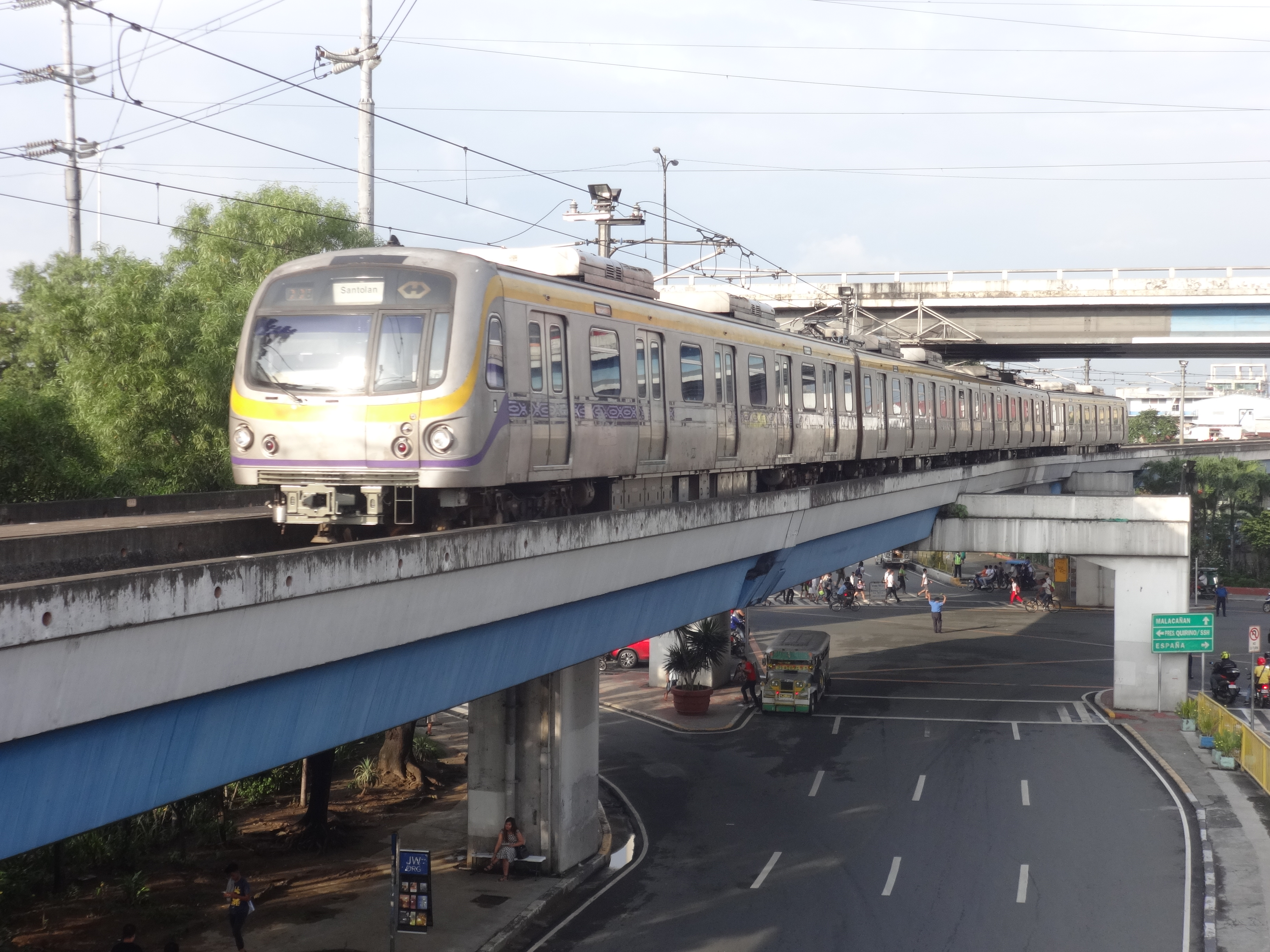
Nagtahan 다리 근처 육교에서 기차
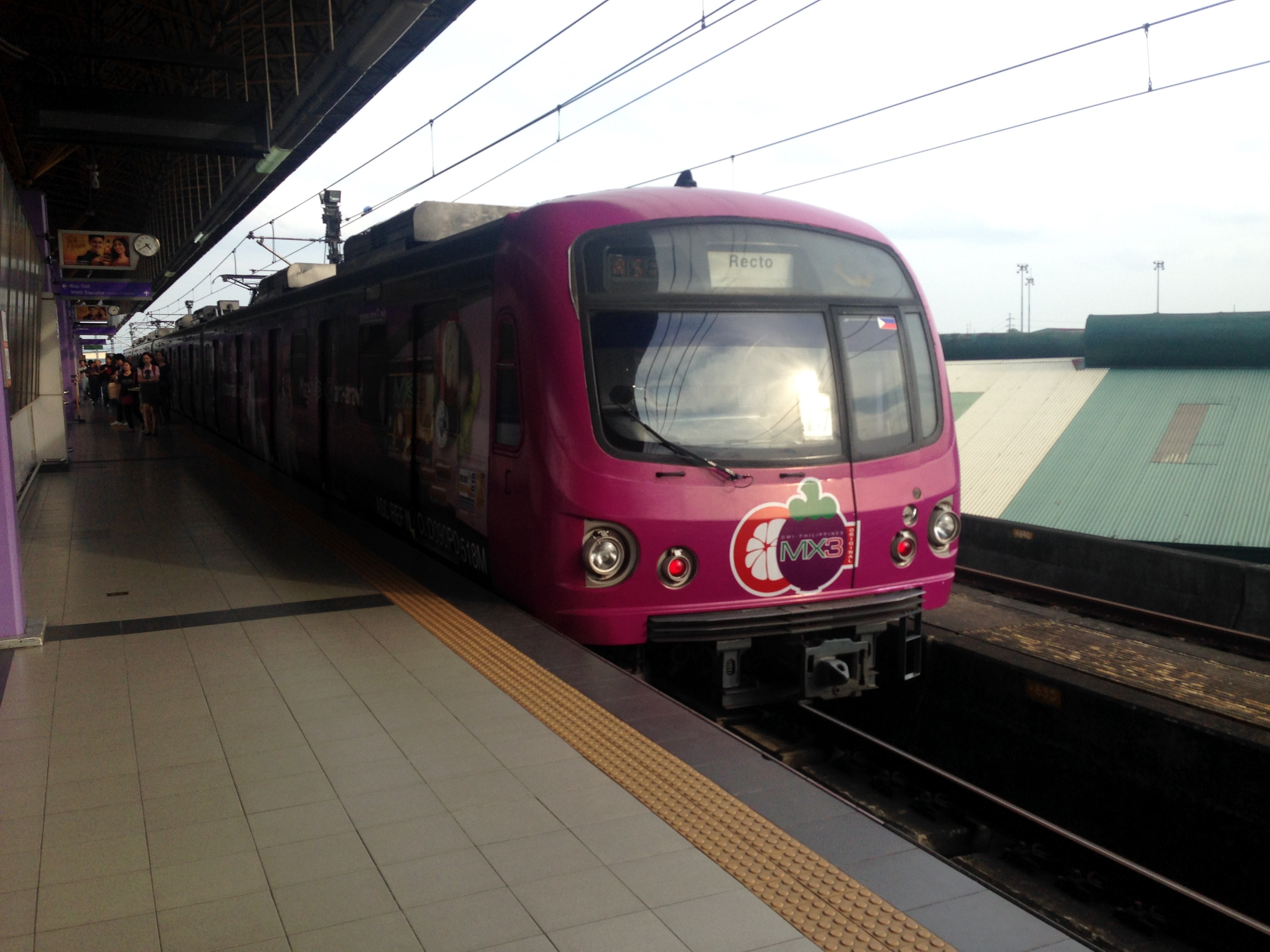
랩 광고가있는 기차
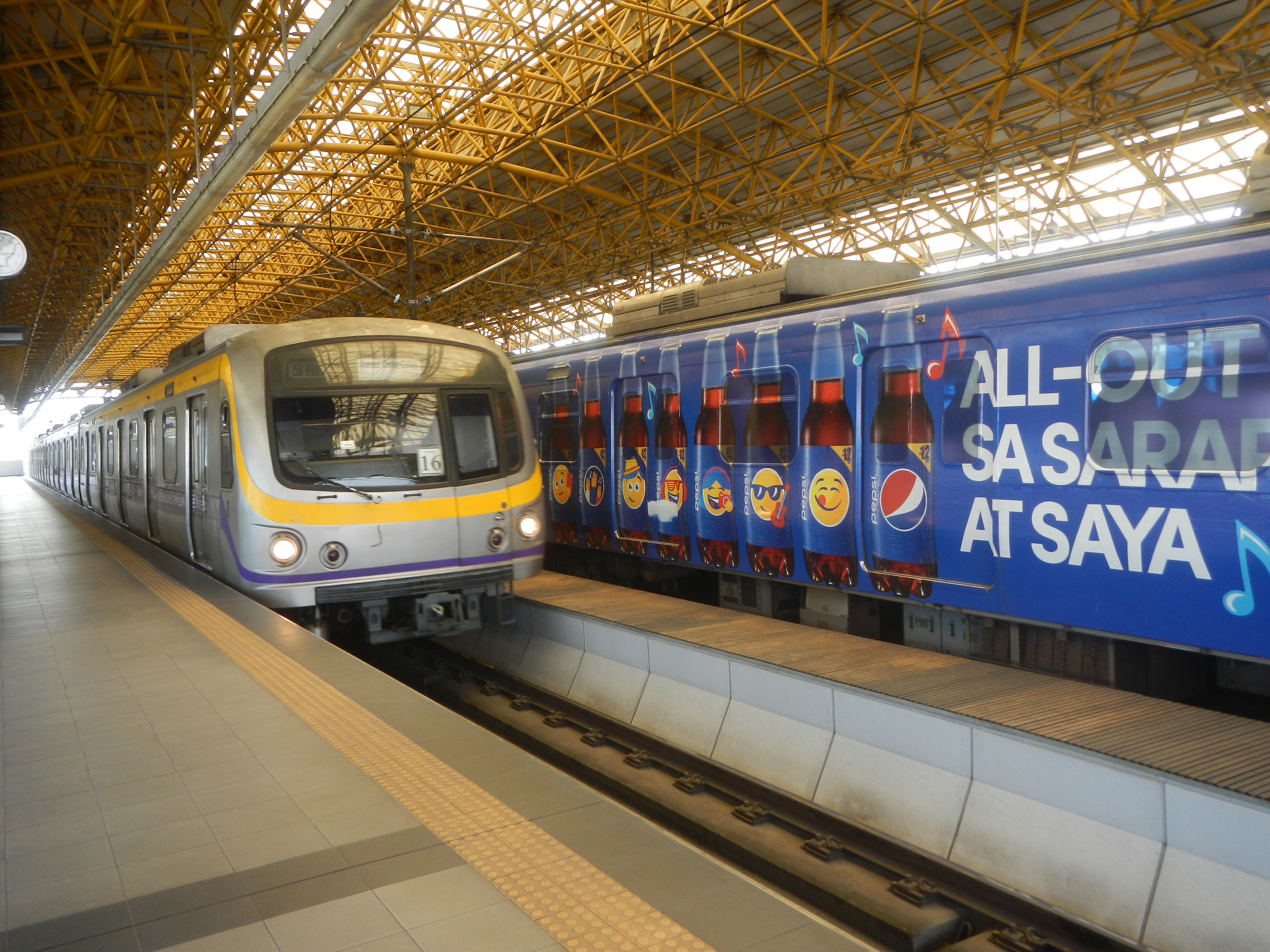
랩 광고가있는 열차와 나란히 일반 색상의 조직 16 개
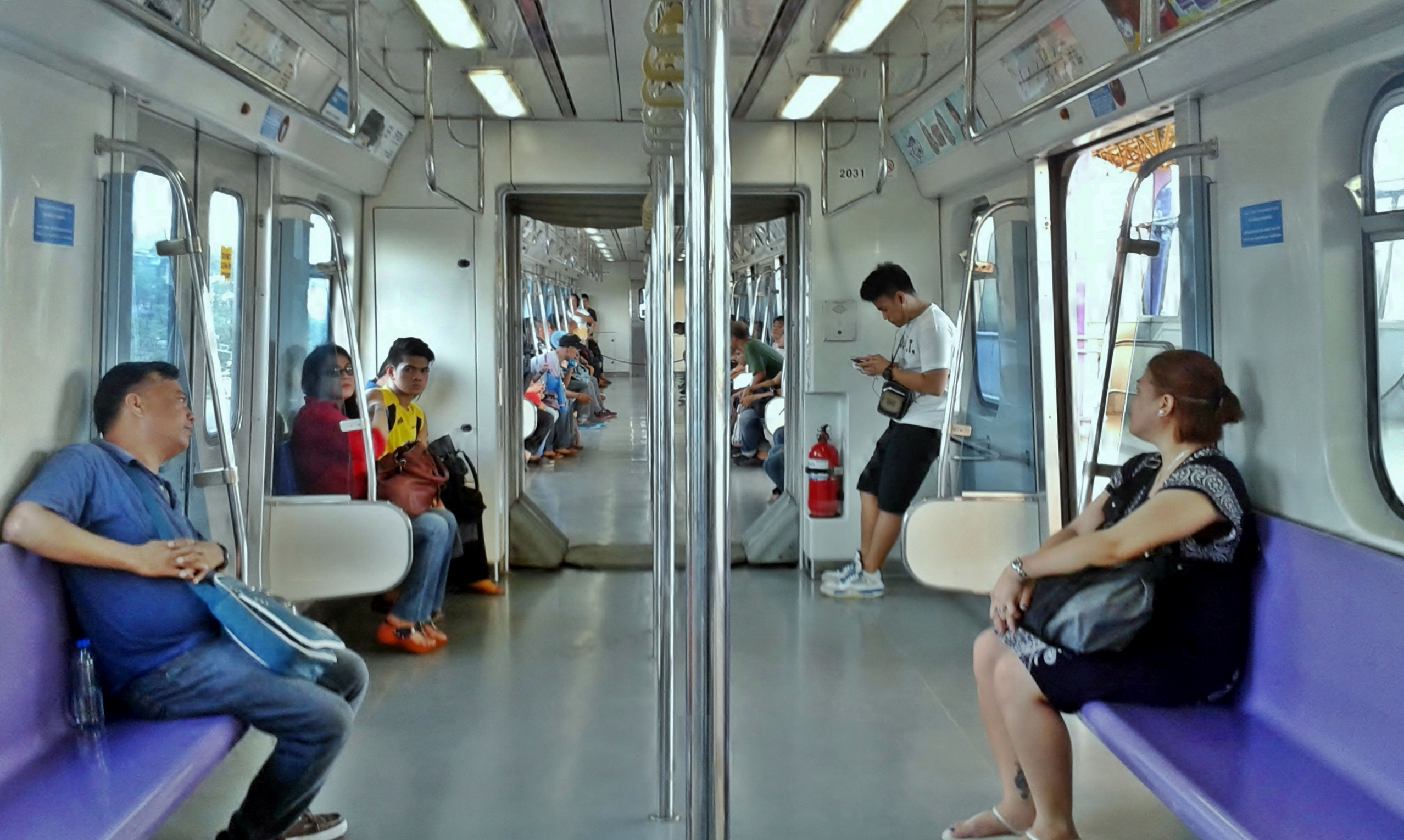
기차 안에서

## 같이 보기
- 마닐라 MRT-2 선
- 한국철도공사 311000호대 전동차
- 한국철도공사 341000호대 전동차
- 한국철도공사 351000호대 전동차